# Lácteo

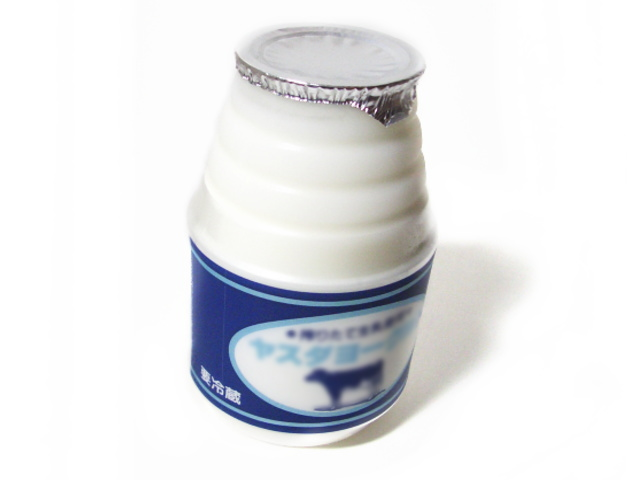
Los lácteos son productos altamente perecederos que deben mantener rigurosamente la cadena de frío. Es por esta razón que los envases están especialmente diseñados para salvaguardarlos.

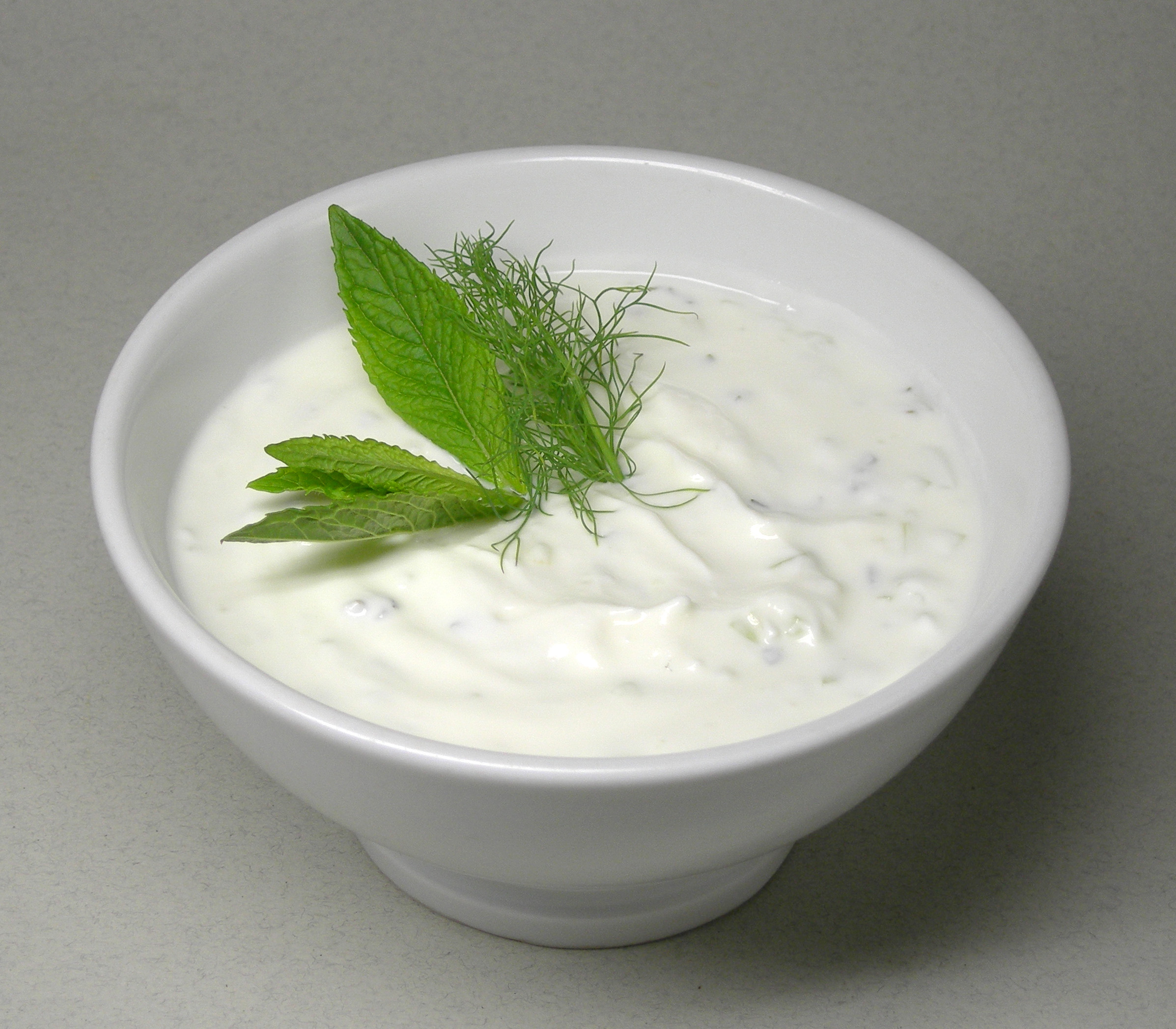
Los lácteos se caracterizan por tener texturas suaves y cremosas (en la ilustración, un cacık turco).

El grupo de los lácteos (también productos lácteos, lácticos o derivados lácteos) incluye alimentos como la leche y sus derivados procesados. Las plantas industriales que producen estos alimentos pertenecen a la industria láctea y se caracterizan por la manipulación de un producto altamente perecedero, como la leche, que debe vigilarse y analizarse correctamente durante todos los pasos de la cadena de frío hasta su llegada al consumidor.
La leche empleada mayoritariamente en la elaboración de los lácteos procede de la vaca, aunque también puede consumirse leche procedente de otros mamíferos tales como la cabra o la oveja y, en algunos países, la búfala, la camella, la yak, la yegua, y otros animales. En la actualidad la mayor parte de los alimentos funcionales se elaboran a partir de productos lácteos. El consumo de productos lácteos ha experimentado, desde la década de 1950, un considerable crecimiento en la demanda mundial que ha llevado a la industria a superar retos tecnológicos importantes.

## Historia

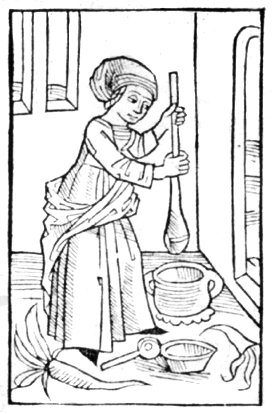
Mujer elaborando mantequilla.

Es muy posible que los productos lácteos estén unidos al consumo humano desde los tiempos de las antiguas tribus nómadas del Neolítico. El ser humano logró la domesticación de cabras y ovejas probablemente hace casi unos nueve mil años en las zonas del Mediterráneo Oriental, aunque no existen registros de consumos lácteos hasta hace unos mil años después de tal domesticación: hace ocho mil quinientos años puede suponerse la incipiente producción láctea para consumo humano, aunque de hace cuatro mil años es cuando datan importantes producciones de leche de vaca, cabra y oveja en zonas como el noreste de Anatolia. Debido a la gran disponibilidad de leche procedente de los ganados que se desplazaban con la población, la elaboración de ciertos lácteos como el queso se asocia en la cultura popular con las costumbres culinarias de los pastores de ganado. Algunos autores mencionan que el mismo puede haberse originado en la fermentación de la leche que se almacenaba en las vasijas elaboradas con los estómagos de animales.
Los productos lácteos y la leche se han desarrollado históricamente en algunas comunidades humanas específicas, las cuales han evolucionado para mantener, en la edad adulta, una mejor capacidad de digestión del principal azúcar de la leche: la lactosa. En los demás grupos humanos, la secreción de la lactasa (una enzima esencial para esa digestión) se pierde tras la fase de lactancia infantil, y por esta razón muchas culturas tienen una «aversión culinaria» a la leche y sus derivados. Solo en algunas partes de Asia o de África se consumen habitualmente productos lácteos, y su consumo más extendido se centra en el norte de Europa y en las zonas del mundo con presencia migratoria significativa de ese origen, como Norteamérica, Argentina y Australia.
Se ha estimado que casi un 96 por ciento de los europeos del norte son capaces de digerir la lactosa, mientras que casi todos los nativos americanos y asiáticos son incapaces de digerirla.
La antropología cultural ha intentado explicar el fenómeno a partir de la respuesta de los grupos humanos a la distinta exposición al sol en distintas latitudes. De hecho, los productos lácteos se consideran uno de los principales logros de la evolución cultural: la mayor parte de la lactosa de la leche desaparece para ser convertida en otros compuestos más digeribles tras la fermentación láctica que se produce en su elaboración. La razones evolutivas aducidas están ligadas al equilibrio con otro nutriente esencial que, como la lactosa, ayuda a la absorción del calcio: la vitamina D, que se puede sintetizar por el organismo en presencia de luz solar. Los pueblos ganaderos del norte de Europa, con un débil sol que nunca se alza mucho sobre el horizonte, vivían la mayor parte del año bajo cielos cubiertos y protegidos por ropa que les tapaba casi por completo la piel, además de no acceder fácilmente a otras fuentes de calcio (verduras, por ejemplo). Verían comprometido su desarrollo si no accedieran al calcio aportado por la leche líquida junto con la lactosa (la cual desempeña el papel que en otras latitudes cumple una abundante vitamina D sintetizada gracias a la luz solar). Por el contrario, pueblos secularmente dedicados a la ganadería, como judíos, árabes, griegos, sudaneses y culturas del Asia Meridional, que presentan altos índices de intolerancia a la lactosa, desarrollaron tradicionalmente la elaboración y consumo de productos lácteos fermentados en vez de la leche líquida sin fermentar.
En la alimentación en la Antigua Grecia la leche (griego γάλα, gála) es bebida por los campesinos pero casi no se emplea en las preparaciones culinarias. La mantequilla (griego βοὐτυρον, boúturon) es conocida, pero también poco empleada: los griegos consideraban su uso como una característica de los tracios del norte del Egeo, a los que el poeta cómico Anaxándridas llama los «comedores de mantequilla». En cambio, aprecian los productos lácteos. Se sirve como postre lo que debía parecerse al yogur, en griego πυριατή. Sobre todo, el queso (griego τυρός, túros), de cabra o de oveja, era un alimento básico. Se vende en distintas tiendas según sea o no fresco, costando el primero los dos tercios del precio del segundo. Se come solo o mezclado con miel o legumbres. Entra como ingrediente en la preparación de buen número de platos, incluidos los de pescado. La única receta conservada es del cocinero siciliano Mithaikos.
La carne y la leche forman parte de la tradición judía sobre la comida etiquetada kosher y que se categoriza dentro de tres apartados: el fleishig (carne y productos cárnicos), el milchig (leche y los productos lácteos) y el parveh (alimentos neutrales, definidos en la categoría de los otros alimentos permitidos). Una amplia cantidad de reglas gobiernan la cocina y la gastronomía judía en estas tres categorías. De esta forma el fleishig y el milchig no pueden ser combinados, mientras que sí lo pueden hacer con los ingredientes parveh debido a su posición neutral. A la observancia de no mezclar carne con la leche (o los productos lácteos) se le denomina basar be halab.
Los lácteos fueron denominados «carnes blancas» y eran accesibles a las clases más humildes durante la Edad Media, llegando a ser una de las fuentes más importantes de grasas y de proteínas. El queso llegó a ser popular debido a su relativo bajo precio. Se conservaba durante periodos razonables y podía ser fácilmente transportado. A medida que las sociedades se fueron industrializando y se empezó a incorporar la refrigeración a los medios de transporte, los lácteos y la leche pudieron ser llevados a lugares alejados de las zonas de producción. Este fenómeno hizo que su consumo fuera en crecimiento durante el siglo XIX y siglo XX. La invención de la pasteurización ayudó a mejorar los periodos de caducidad de los productos y el éxito de los lácteos se unió a la mejora de productividad de leche experimentada en los países del norte de Europa. Se sabe que la demanda fue creciendo en las áreas urbanas desde el siglo XVII y que llegaron a ser un medio de alimentación muy importante de los trabajadores industriales y pronto se empezó a regular su calidad desde las autoridades sanitarias. En el siglo XIX se desarrollan nuevos lácteos: aparecen las leches concentradas y vaporizadas, que permiten un mejor transporte a la zona de consumo y una mejor conservación.
El siglo XX es el periodo donde la leche y los lácteos sufren una fuerte expansión en su consumo a lo largo de todo el planeta, las mejoras en los métodos artificiales de ordeñe, alimentación y las mejoras en selección artificial de las especies, los avances tecnológicos en los procesos de transporte y refrigeración, hicieron que se produjera la paradoja de la «sobreproducción» (paradójico, ya que se empezaba a extraer más leche con menos vacas). Al mismo tiempo se empezaron a abrir serios debates acerca de lo adecuado de sus valores nutricionales aplicados a una dieta sana.

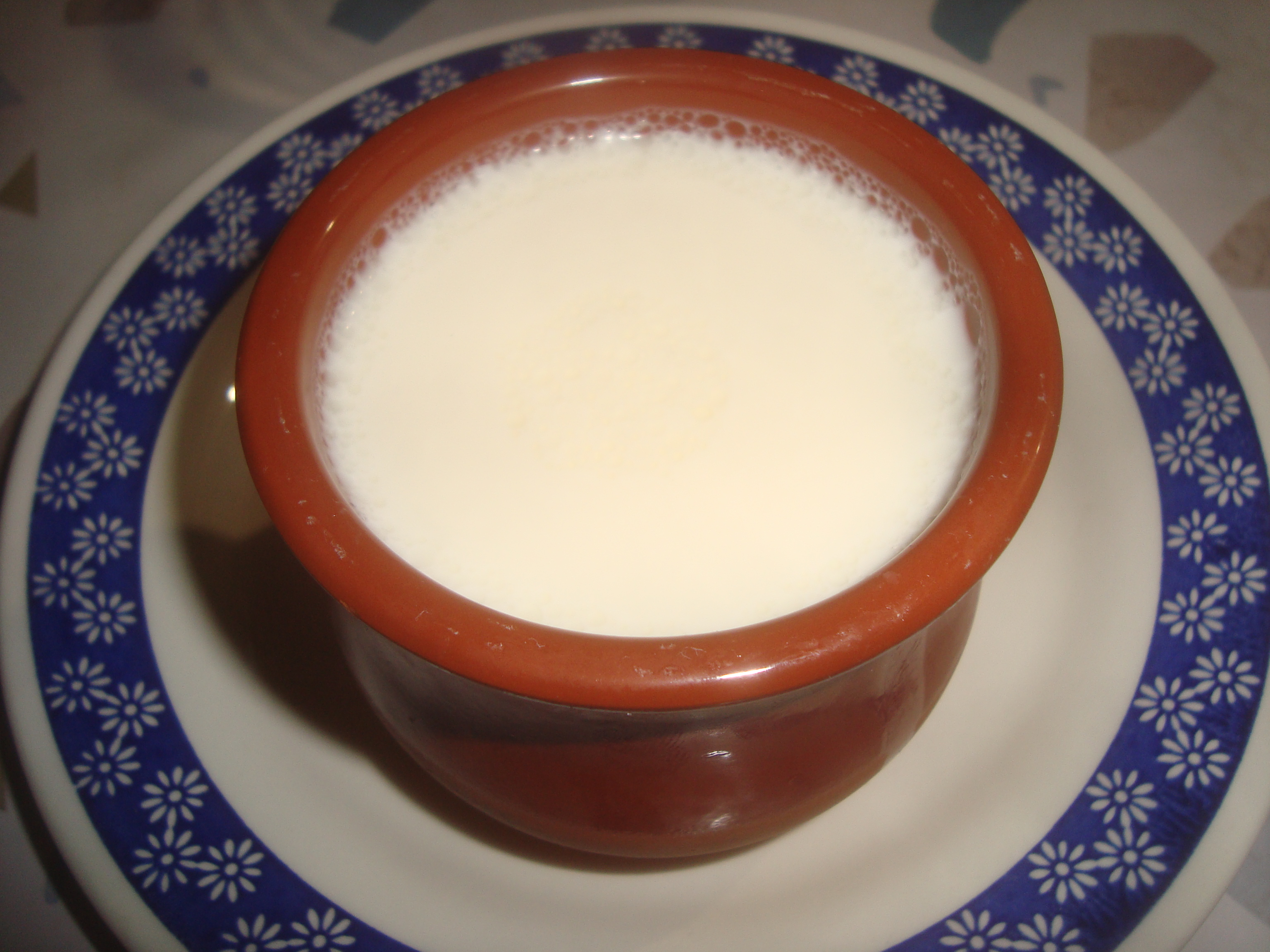
Cuajada.

## Características
Las características físicas y químicas de los lácteos se testean en muchos casos de forma similar que en la leche, es decir, se emplean por ejemplo lactómetros para medir la densidad específica. No obstante la elaboración de los lácteos es diferente según el proceso que se haya realizado; por ejemplo algunos de ellos se han sometido a fermentación láctica (un ejemplo son los yogures), otros por el contrario sufren un proceso mecánico de concentración de su contenido graso (mantequillas). A veces es posible un proceso combinado de fermentación y maduración (quesos). Estos procesos cambian la composición y la concentración inicial de ciertos macronutrientes y micronutrientes, dependiendo del lácteo en cuestión.

### Contenido proteínico
Gran parte de los lácteos provienen del procesado de la leche de la vaca que está compuesta principalmente de agua con un contenido aproximado de 4.8 % de lactosa, 3.2 % de proteínas, 3.7 % de grasas y un 0.19 % de contenido no proteínico, así como un 0.7 % de cenizas. Las principales familias de proteínas en la leche son las caseínas, las proteínas de los sueros de leche y las inmunoglobulinas. Casi un 80 % de las proteínas son caseínas. Las caseínas ({\displaystyle \alpha _{s1}}-, {\displaystyle \alpha _{s2}}-, {\displaystyle \beta }- y {\displaystyle \kappa }-) y las proteínas del suero de la leche difieren en sus propiedades fisiológicas y biológicas. Las caseínas forman complejos denominados micelas con el calcio. Las proteínas del suero de la leche forman glóbulos principalmente con la α-lactalbumina y la β-lactoglobulina. Ambas forman parte constituyente del 70‑80 % del total de las proteínas del suero de la leche. El resto son inmunoglobulinas, glicomacropéptidos, serum albúminas, lactoferrina y numerosas enzimas. La leche es una fuente rica de péptidos biológicamente activos (muchos de ellos sobreviven a las condiciones del tracto intestinal).

### Contenido graso
El contenido graso de la leche de vaca es un complejo de lípidos que existe en forma de glóbulos microscópicos (1‑4 μm) en una especie de emulsión aceite-agua a lo largo de la leche. La gran mayoría de los lípidos lácteos son triglicéridos o los ésteres de los ácidos grasos combinados con glicerol (97‑98 %), y la minoría de ellos son fosfolípidos (0.2‑1 %), esteroles libres (0.2‑0.4 %) y trazas de ácidos grasos libres. Casi un 62 % de la grasa de la leche posee tipos menores de ácidos grasos, un 30 % de ácidos monoinsaturados (ácido oléico), 4 % de ácidos poliinsaturados y un 4 % de tipos menores de ácidos grasos. El contenido de colesterol en los productos lácteos está directamente relacionado con la concentración de ácidos grasos, de esta forma en la mantequilla con un contenido cercano al 80 % existen unos 200 mg de colesterol por cada 100 g de producto (esta es la razón por la que es aconsejable ingerirla solo en pequeñas cantidades).

### Carbohidratos y otros

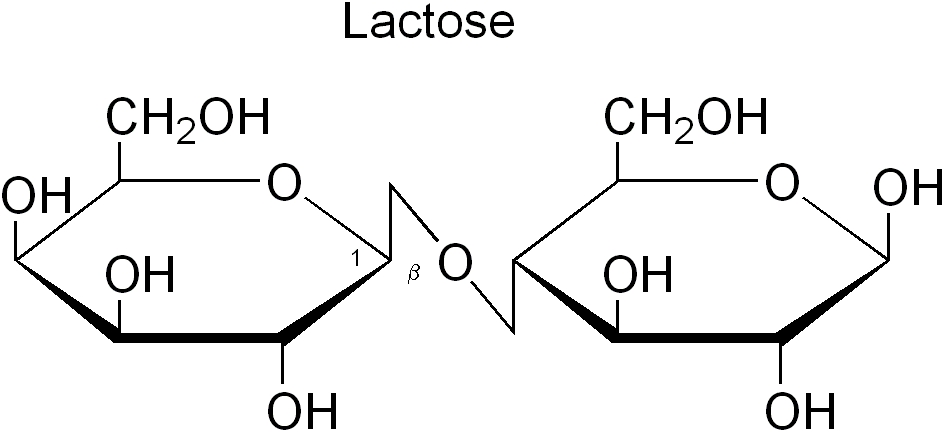
Estructura química de la lactosa.

El principal carbohidrato en la leche es la lactosa (en una proporción del 5 %). Se trata de un disacárido formado a partir de la galactosa y de la glucosa. La lactosa forma casi un 54 % del total de los contenidos no grasos sólidos de la leche. Proporciona de igual forma un 30 % del contenido calórico de la leche. Cuando la leche se agria la lactosa se convierte en ácido láctico. La lactosa es soluble en agua. Además, bajo unas condiciones favorables puede servir de principal substrato en la fermentación de algunos lácteos. Junto con su alto aporte proteínico, la leche contiene además minerales vitales y vitaminas. Como una fuente importante de minerales puede decirse que aporta principalmente calcio, fósforo, magnesio, potasio y trazas de otros elementos como el zinc. En muchos países, especialmente en Europa, la leche es la principal fuente de calcio de la dieta humana llegando a cubrir un 60–80 % del total del calcio consumido. En los países del norte de Europa, donde la cantidad de luz solar es muy reducida, la leche y los productos lácteos son la mayor fuente de vitamina D de la dieta.

## Análisis de los lácteos

Mujer ordeñando una vaca roja, de Karel Dujardin (Museo Nacional de Estocolmo)

Los productos lácteos se analizan con el objeto de determinar la calidad y las propiedades de los mismos en contraste con su vida de consumo. Los productos lácteos se pueden analizar por métodos químicos, físicos, microbiológicos y sensoriales. Las técnicas físicas y químicas se utilizan con frecuencia para determinar la composición y calidad de la leche, investigando la presencia o ausencia de adulterantes. Los métodos microbiológicos se emplean cuando el analista está interesado en indagar solo la calidad de la leche. Las técnicas sensoriales se utilizan para determinar la calidad de la leche, así como la aceptabilidad de los productos. Un análisis de un producto lácteo suele incluir un estudio sobre los sólidos en suspensión, proteínas, grasas, energía, cenizas, niveles de acidez, gravedad específica, y los elementos específicos como puede ser: lactosa, sodio, potasio, calcio, cloro, fosfatos, citrato, conservantes y antibióticos, microorganismos añadidos, residuos de detergente, residuos orgánicos y microorganismos. El análisis de los lácteos es en su gran mayoría exclusivo de ciertos lácteos, por ejemplo, la medida de contenido graso de la mantequilla, el análisis físico de quesos, la determinación de humedad en los yogures, etc.

### Organismos reguladores
Muchos de los componentes en la leche y en los productos lácteos se pueden analizar por métodos estándares aprobados por la International Dairy Federation (IDF). En diciembre del año 2000, la IDF y el organismo para la estandarización denominado International Organization for Standardization (ISO) comenzaron a publicar estándares sobre el análisis de lácteos. Algunos de los métodos de análisis se publican también bajo el auspicio de la Association of Official Analytical Chemists (AOAC). El análisis de los lácteos es importante, ya que numerosos microorganismos y elementos químicos pueden arruinar la higiene, así como las propiedades organolépticas de los lácteos. Algunos países tienen organismos reguladores propios, como es el caso de Estados Unidos con el American Dairy Products Institute, organismo que depende de la FDA (Food and Drug Administration), en el caso de Europa se tiene la EDA (European Dairy Association) y la EFSA (European Food Safety Authority, EFSA) que se encargan de representar los intereses de la industria.

### Métodos de análisis
El proceso de análisis se guía por unos pasos que dependen en gran medida del tipo de lácteo:
- Toma de muestras - El objeto de este primer paso es obtener de una partida dada una muestra representativa del lácteo para que se pueda comprobar a partir de ella sus características físico-químicas. Para realizar correctamente esta operación la muestra se homogeneizará convenientemente empleando procedimientos manuales o mecánicos adecuados a cada caso.
- Determinación de grasas - La definición de contenido en materia grasa de las leches naturales, certificadas, higienizadas y esterilizadas, como el porcentaje en masa de las sustancias determinadas por el procedimiento descrito en la norma FIL-1A: 1969 de la Federación Internacional de Lechería.[20] El contenido en materia grasa se determina por análisis gravimétrico, mediante extracción de la materia grasa en una solución alcohólico-amoniacal del tipo de leche de que se trate, mediante éter etílico y éter de petróleo, evaporación de los disolventes y posterior pesado del residuo resultante, según el principio del método de Röse-Gottlieb.
- Determinación de proteínas - La determinación del contenido proteico de la leche, así como de los lácteos, se expresa como el contenido porcentual en peso de nitrógeno multiplicado por un factor de conversión que se determina por el método descrito en la norma FIL-20: 1962 de la Federación Internacional de Lechería (denominado también como método de Kjeldahl). El método de Kjeldahl se realiza con una cantidad ya previamente pesada del lácteo que se trata con ácido sulfúrico en presencia de óxido de mercurio(II) (HgO) que hace las funciones de catalizador con el objeto de transformar el nitrógeno de los compuestos orgánicos en nitrógeno amoniacal. El amoníaco liberado por la adición de hidróxido de sodio se destila y se recoge en una solución de ácido bórico. Tras ello se valora el amoníaco.
- Determinación de la lactosa - Se entiende por contenido en lactosa en un lácteo el contenido en lactosa monohidratada expresado en porcentaje de peso y determinado por el procedimiento descrito en la norma FIL-28: 1964 de la Federación Internacional de Lechería.
- Determinación del extracto seco - El extracto seco de los lácteos consiste en el residuo expresado en porcentaje de peso, considerando como residuo el producto obtenido tras haber efectuado la desecación de la leche que se haya tratado mediante el procedimiento que corresponde a la norma FIL-21: 1962 de la Federación Internacional de Lechería. El método consiste en la toma de una muestra conocida de lácteo que se deseca a temperatura constante hasta que se obtenga un peso constante. El peso de la muestra final obtenido tras el desecado representa al extracto seco.
- Determinación de cenizas - El contenido en cenizas de un lácteo es el producto final resultante de la incineración del extracto seco, expresado en porcentaje de peso. El extracto seco se incinera a una temperatura determinada (depende del lácteo) y en una corriente lenta de aire.
- Determinación de la acidez - Se define la acidez como el contenido de ácidos, expresado en gramos de ácido láctico en 100 ml de lácteo.[21] Esta medida viene a indicar la calidad de la leche y de los tratamientos que se han realizado sobre ella.
- Determinación de la humedad - Se entiende por humedad de la leche en polvo el contenido en agua libre, es decir, la pérdida de peso, expresado en porcentaje en peso, determinado por el procedimiento descrito en la norma FIL-26: 1964 de la Federación Internacional de Lechería.

### Microbiología
Algunos de los lácteos sufren de procesos de fermentación láctica, incluso fermentación alcohólica como puede ser el caso del koumiss, o una combinación de las dos fermentaciones: fermentación heteroláctica. En el año 1857 Louis Pasteur descubre que algunos organismos son los responsables de la fermentación láctica y en 1884 es capaz de aislar al microscopio alguno de estos organismos. Es por esta razón por la que la fermentación hace que existan microorganismos tales como: levaduras (del género Hemiascomycetes), bacterias (generalmente de tipo coco) y hongos (Oidium lactis frecuente en las cremas, Cladosporium) en algunos de los alimentos lácteos. Las levaduras y bacterias son organismos unicelulares, mientras que los hongos son pluricelulares. Estos cultivos lácticos son objeto de análisis por parte de la industria láctea no solo con el objeto de mantener la seguridad y los niveles de calidad, sino que además la concentración de estos organismos afectan a las propiedades organolépticas de algunos lácteos. Algunos de los organismos responsables de la fermentación son los Bacillus acidi lactici. La bacteria responsable del sabor ácido de la leche es el Bacterium lacti (además de los hongos). Estas bacterias se encargan de transformar algunos hidratos de carbono en ácido láctico, ácido propiónico, ácido láctico (dependiendo de la cantidad de aire que haya participado en el proceso), trazas de ácido butírico (procedente de una cierta actividad de fermentación butírica).
Muchos de los procesos de manipulación de la leche para llegar a ser lácteos necesitan de higiene extrema con el objeto de no llegar a contaminar el producto final. Por otra parte una esterilización excesiva podría eliminar parte de los organismos responsables de las fermentaciones. Es por esta razón por la que el proceso debe ser vigilado rigurosamente desde un punto de vista microbiológico: uno de los controles más básicos es el de la vigilancia de la temperatura. A veces la leche incluye bacterias no deseadas como puede ser el Streptococcus mastitidis procedente de las infecciones de las ubres de las vacas, que puede ser transmitido a los productos lácteos.

## Tipología de lácteos
Existen muchas categorizaciones acerca de los lácteos (para una lista completa se puede ver la categoría correspondiente). Una de las clasificaciones más intuitivas resulta de la clasificación los subproductos resultantes de la leche cruda, tal y como se puede mostrar en el siguiente gráfico:
|  |  |                |                |                |                |                |                |               |               |                  |                  |                  |                  | Leche cruda                                            |                  |  |  |                                                      |                                                      |                                                      |                                                      |                                                      |                                                      |                       |                       |               |               |                      |                      |                      |                      |                      |                      |                   |                   |                   |                   |                   |                   |  |  |  |  |  |  |  |  |  |  |  |  |  |  |  |  |  |  |  |  |  |  |  |  |  |  |  |  |
|  |  |                |                |                |                |                |                |               |               |                  |                  |                  |                  |                                                        |                  |  |  |                                                      |                                                      |                                                      |                                                      |                                                      |                                                      |                       |                       |               |               |                      |                      |                      |                      |                      |                      |                   |                   |                   |                   |                   |                   |  |  |  |  |  |  |  |  |  |  |  |  |  |  |  |  |  |  |  |  |  |  |  |  |  |  |  |  |
|  |  |                |                |                |                |                |                |               |               |                  |                  |                  |                  |                                                        |                  |  |  |                                                      |                                                      |                                                      |                                                      |                                                      |                                                      |                       |                       |               |               |                      |                      |                      |                      |                      |                      |                   |                   |                   |                   |                   |                   |  |  |  |  |  |  |  |  |  |  |  |  |  |  |  |  |  |  |  |  |  |  |  |  |  |  |  |  |
|  |  |                |                |                |                |                |                |               |               |                  |                  |                  |                  |                                                        |                  |  |  |                                                      |                                                      | Crema de leche (Nata)                                | Crema de leche (Nata)                                | Crema de leche (Nata)                                | Crema de leche (Nata)                                | Crema de leche (Nata) | Crema de leche (Nata) |               |               | Mantequilla          | Mantequilla          | Mantequilla          | Mantequilla          | Mantequilla          | Mantequilla          |                   |                   |                   |                   |                   |                   |  |  |  |  |  |  |  |  |  |  |  |  |  |  |  |  |  |  |  |  |  |  |  |  |  |  |  |  |
|  |  |                |                |                |                |                |                |               |               |                  |                  |                  |                  |                                                        |                  |  |  |                                                      |                                                      | Crema de leche (Nata)                                | Crema de leche (Nata)                                | Crema de leche (Nata)                                | Crema de leche (Nata)                                | Crema de leche (Nata) | Crema de leche (Nata) |               |               | Mantequilla          | Mantequilla          | Mantequilla          | Mantequilla          | Mantequilla          | Mantequilla          |                   |                   |                   |                   |                   |                   |  |  |  |  |  |  |  |  |  |  |  |  |  |  |  |  |  |  |  |  |  |  |  |  |  |  |  |  |
|  |  |                |                |                |                |                |                |               |               |                  |                  |                  |                  |                                                        |                  |  |  |                                                      |                                                      |                                                      |                                                      |                                                      |                                                      |                       |                       |               |               |                      |                      |                      |                      |                      |                      |                   |                   |                   |                   |                   |                   |  |  |  |  |  |  |  |  |  |  |  |  |  |  |  |  |  |  |  |  |  |  |  |  |  |  |  |  |
|  |  |                |                |                |                |                |                |               |               |                  |                  |                  |                  |                                                        |                  |  |  | Leche descremada                                     | Leche descremada                                     | Leche descremada                                     | Leche descremada                                     | Leche descremada                                     | Leche descremada                                     |                       |                       |               |               | Suero de mantequilla | Suero de mantequilla | Suero de mantequilla | Suero de mantequilla | Suero de mantequilla | Suero de mantequilla |                   |                   |                   |                   |                   |                   |  |  |  |  |  |  |  |  |  |  |  |  |  |  |  |  |  |  |  |  |  |  |  |  |  |  |  |  |
|  |  |                |                |                |                |                |                |               |               |                  |                  |                  |                  |                                                        |                  |  |  | Leche descremada                                     | Leche descremada                                     | Leche descremada                                     | Leche descremada                                     | Leche descremada                                     | Leche descremada                                     |                       |                       |               |               | Suero de mantequilla | Suero de mantequilla | Suero de mantequilla | Suero de mantequilla | Suero de mantequilla | Suero de mantequilla |                   |                   |                   |                   |                   |                   |  |  |  |  |  |  |  |  |  |  |  |  |  |  |  |  |  |  |  |  |  |  |  |  |  |  |  |  |
|  |  |                |                |                |                |                |                |               |               |                  |                  |                  |                  |                                                        |                  |  |  |                                                      |                                                      |                                                      |                                                      |                                                      |                                                      |                       |                       |               |               |                      |                      |                      |                      |                      |                      |                   |                   |                   |                   |                   |                   |  |  |  |  |  |  |  |  |  |  |  |  |  |  |  |  |  |  |  |  |  |  |  |  |  |  |  |  |
|  |  |                |                |                |                |                |                |               |               |                  |                  |                  |                  | Leche estandarizada (% de grasa según tipo de leche)   |                  |  |  |                                                      |                                                      |                                                      |                                                      |                                                      |                                                      |                       |                       |               |               |                      |                      |                      |                      |                      |                      |                   |                   |                   |                   |                   |                   |  |  |  |  |  |  |  |  |  |  |  |  |  |  |  |  |  |  |  |  |  |  |  |  |  |  |  |  |
|  |  |                |                |                |                |                |                |               |               |                  |                  |                  |                  |                                                        |                  |  |  |                                                      |                                                      |                                                      |                                                      |                                                      |                                                      |                       |                       |               |               |                      |                      |                      |                      |                      |                      |                   |                   |                   |                   |                   |                   |  |  |  |  |  |  |  |  |  |  |  |  |  |  |  |  |  |  |  |  |  |  |  |  |  |  |  |  |
|  |  |                |                |                |                |                |                |               |               |                  |                  |                  |                  | Leche homogeneizada e higienizada (Pasteurizada / UHT) |                  |  |  |                                                      |                                                      |                                                      |                                                      |                                                      |                                                      |                       |                       |               |               |                      |                      |                      |                      |                      |                      |                   |                   |                   |                   |                   |                   |  |  |  |  |  |  |  |  |  |  |  |  |  |  |  |  |  |  |  |  |  |  |  |  |  |  |  |  |
|  |  |                |                |                |                |                |                |               |               |                  |                  |                  |                  |                                                        |                  |  |  |                                                      |                                                      |                                                      |                                                      |                                                      |                                                      |                       |                       |               |               |                      |                      |                      |                      |                      |                      |                   |                   |                   |                   |                   |                   |  |  |  |  |  |  |  |  |  |  |  |  |  |  |  |  |  |  |  |  |  |  |  |  |  |  |  |  |
|  |  |                |                |                |                |                |                |               |               |                  |                  |                  |                  |                                                        |                  |  |  |                                                      |                                                      |                                                      |                                                      |                                                      |                                                      |                       |                       |               |               |                      |                      |                      |                      |                      |                      |                   |                   |                   |                   |                   |                   |  |  |  |  |  |  |  |  |  |  |  |  |  |  |  |  |  |  |  |  |  |  |  |  |  |  |  |  |
|  |  |                |                |                |                |                |                |               |               |                  |                  |                  |                  |                                                        |                  |  |  |                                                      |                                                      |                                                      |                                                      |                                                      |                                                      |                       |                       |               |               |                      |                      |                      |                      |                      |                      |                   |                   |                   |                   |                   |                   |  |  |  |  |  |  |  |  |  |  |  |  |  |  |  |  |  |  |  |  |  |  |  |  |  |  |  |  |
|  |  |                |                |                |                | Leche líquida  | Leche líquida  | Leche líquida | Leche líquida | Leche líquida    | Leche líquida    |                  |                  |                                                        |                  |  |  | Leche + Cultivos lácticos                            | Leche + Cultivos lácticos                            | Leche + Cultivos lácticos                            | Leche + Cultivos lácticos                            | Leche + Cultivos lácticos                            | Leche + Cultivos lácticos                            |                       |                       | Leche + Cuajo | Leche + Cuajo | Leche + Cuajo        | Leche + Cuajo        | Leche + Cuajo        | Leche + Cuajo        |                      |                      | Cuajada           | Cuajada           | Cuajada           | Cuajada           | Cuajada           | Cuajada           |  |  |  |  |  |  |  |  |  |  |  |  |  |  |  |  |  |  |  |  |  |  |  |  |  |  |  |  |
|  |  |                |                |                |                | Leche líquida  | Leche líquida  | Leche líquida | Leche líquida | Leche líquida    | Leche líquida    |                  |                  |                                                        |                  |  |  | Leche + Cultivos lácticos                            | Leche + Cultivos lácticos                            | Leche + Cultivos lácticos                            | Leche + Cultivos lácticos                            | Leche + Cultivos lácticos                            | Leche + Cultivos lácticos                            |                       |                       | Leche + Cuajo | Leche + Cuajo | Leche + Cuajo        | Leche + Cuajo        | Leche + Cuajo        | Leche + Cuajo        |                      |                      | Cuajada           | Cuajada           | Cuajada           | Cuajada           | Cuajada           | Cuajada           |  |  |  |  |  |  |  |  |  |  |  |  |  |  |  |  |  |  |  |  |  |  |  |  |  |  |  |  |
|  |  |                |                |                |                |                |                |               |               |                  |                  |                  |                  |                                                        |                  |  |  |                                                      |                                                      |                                                      |                                                      |                                                      |                                                      |                       |                       |               |               |                      |                      |                      |                      |                      |                      |                   |                   |                   |                   |                   |                   |  |  |  |  |  |  |  |  |  |  |  |  |  |  |  |  |  |  |  |  |  |  |  |  |  |  |  |  |
|  |  |                |                |                |                |                |                |               |               |                  |                  |                  |                  |                                                        |                  |  |  |                                                      |                                                      |                                                      |                                                      |                                                      |                                                      |                       |                       |               |               |                      |                      |                      |                      |                      |                      |                   |                   |                   |                   |                   |                   |  |  |  |  |  |  |  |  |  |  |  |  |  |  |  |  |  |  |  |  |  |  |  |  |  |  |  |  |
|  |  | Leche en polvo | Leche en polvo | Leche en polvo | Leche en polvo | Leche en polvo | Leche en polvo |               |               | Leche evaporada  | Leche evaporada  | Leche evaporada  | Leche evaporada  | Leche evaporada                                        | Leche evaporada  |  |  | Lácteos fermentados (Yogur, kéfir, leche agria, ...) | Lácteos fermentados (Yogur, kéfir, leche agria, ...) | Lácteos fermentados (Yogur, kéfir, leche agria, ...) | Lácteos fermentados (Yogur, kéfir, leche agria, ...) | Lácteos fermentados (Yogur, kéfir, leche agria, ...) | Lácteos fermentados (Yogur, kéfir, leche agria, ...) |                       |                       | Queso fresco  | Queso fresco  | Queso fresco         | Queso fresco         | Queso fresco         | Queso fresco         |                      |                      | Suero de leche    | Suero de leche    | Suero de leche    | Suero de leche    | Suero de leche    | Suero de leche    |  |  |  |  |  |  |  |  |  |  |  |  |  |  |  |  |  |  |  |  |  |  |  |  |  |  |  |  |
|  |  | Leche en polvo | Leche en polvo | Leche en polvo | Leche en polvo | Leche en polvo | Leche en polvo |               |               | Leche evaporada  | Leche evaporada  | Leche evaporada  | Leche evaporada  | Leche evaporada                                        | Leche evaporada  |  |  | Lácteos fermentados (Yogur, kéfir, leche agria, ...) | Lácteos fermentados (Yogur, kéfir, leche agria, ...) | Lácteos fermentados (Yogur, kéfir, leche agria, ...) | Lácteos fermentados (Yogur, kéfir, leche agria, ...) | Lácteos fermentados (Yogur, kéfir, leche agria, ...) | Lácteos fermentados (Yogur, kéfir, leche agria, ...) |                       |                       | Queso fresco  | Queso fresco  | Queso fresco         | Queso fresco         | Queso fresco         | Queso fresco         |                      |                      | Suero de leche    | Suero de leche    | Suero de leche    | Suero de leche    | Suero de leche    | Suero de leche    |  |  |  |  |  |  |  |  |  |  |  |  |  |  |  |  |  |  |  |  |  |  |  |  |  |  |  |  |
|  |  |                |                |                |                |                |                |               |               | Leche condensada | Leche condensada | Leche condensada | Leche condensada | Leche condensada                                       | Leche condensada |  |  | Derivados de lácteos fermentados                     | Derivados de lácteos fermentados                     | Derivados de lácteos fermentados                     | Derivados de lácteos fermentados                     | Derivados de lácteos fermentados                     | Derivados de lácteos fermentados                     |                       |                       | Quesos        | Quesos        | Quesos               | Quesos               | Quesos               | Quesos               |                      |                      | Requesón (Ricota) | Requesón (Ricota) | Requesón (Ricota) | Requesón (Ricota) | Requesón (Ricota) | Requesón (Ricota) |  |  |  |  |  |  |  |  |  |  |  |  |  |  |  |  |  |  |  |  |  |  |  |  |  |  |  |  |

La leche cruda es un elemento altamente perecedero y es por esta razón por la que se trata en las primeras etapas de la producción para que sea posible conservarla. Normalmente se mantiene en frío hasta que se le aplica algún tratamiento térmico de esterilización.

### Lácteos sin fermentación
Muchos de los lácteos que no han sido expuestos a un proceso de fermentación se comercializan en los mercados de Europa y América y se emplean como alimentos básicos, tal y como puede ser la leche, la mantequilla y la crema. Todos ellos son alimentos procesados de la leche, bien sea por separación de sus contenidos grasos, desecación (extracción del agua para la obtención de leches en polvo), adición de nutrientes, etc.

#### Leche

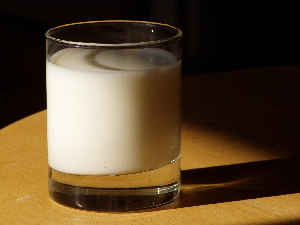
Vaso de leche.

La leche fresca y natural (leche cruda) tras haber sido ordeñada sufre varios procesos alimentarios como la homogeneización (reparto de grasas a lo largo de todo el producto por igual, evitando desagradables coágulos de grasa) y la pasteurización (encargada de reducir los cultivos bacterianos potencialmente peligrosos). Para la leche así tratada se encuentran una serie de subproductos no fermentados que son:
- Crema de leche o nata (que no debe confundirse con la nata que se forma al hervir la leche), es una porción de la leche con gran contenido de grasas; esta alta concentración se debe a la separación gravimétrica que se realiza cuando la leche se deja reposar, hasta llegar a un 20 % de concentración de grasas.[27] En la leche existe un balance del 50 % de grasa y proteínas, mientras que en la nata la proporción es de diez a uno.[1] En algunos países de Europa oriental se toma una crema en forma de nata montada procedente de la leche del búfalo de agua denominada Kaymak.
- Concentrados de leche: dentro de esta categoría se encuentran la leche en polvo (liofilizada), la leche condensada (leche a la que se le ha quitado agua y añadido una gran cantidad de azúcar) y la leche evaporada (leche a la que se ha quitado agua pero sin añadir azúcar). Todos estos subproductos de la leche se han tratado con el objetivo de aumentar su periodo de conservación y poder ser almacenados durante largos períodos. Algunas leches en polvo no pueden almacenarse más de doce meses y aquellas leches que poseen poco contenido en grasa requieren además un cuidado especial en su manufactura.[28] La mayoría de los concentrados de leche se emplean en la industria de la confección de chocolates y repostería o forman parte de dulces como es el caso del dulce de leche.
- Leches funcionales, que son aquellas cuyo contenido nutricional natural se ve alterado de forma artificial con el objeto de poder ser destinados a cubrir las carencias nutritivas de un sector de la población. Ejemplos de leches funcionales son la leche maternizada (leche de vaca alterada para la lactancia humana), leche con reforzamiento de calcio y vitamina D (fijador natural del calcio en los huesos), de omega-3, etc.

En algunas sociedades rurales, desde antiguo, la leche se ha tratado térmicamente de forma casera tras ser ordeñada con el objeto de eliminar la actividad enzimática existente y poder conservar mejor sus propiedades durante un período mayor; de esta forma se ha realizado un tratamiento térmico sencillo que ha dado lugar a las leches escaldadas (como por ejemplo, el Khoya indio). Se comercializan de igual forma leches con diversos sabores: fresa, chocolate, vainilla (vainillina), etc. con el objeto de hacer la ingesta de la leche más atractiva a los sectores más jóvenes de la población.

#### Manteca y margarina

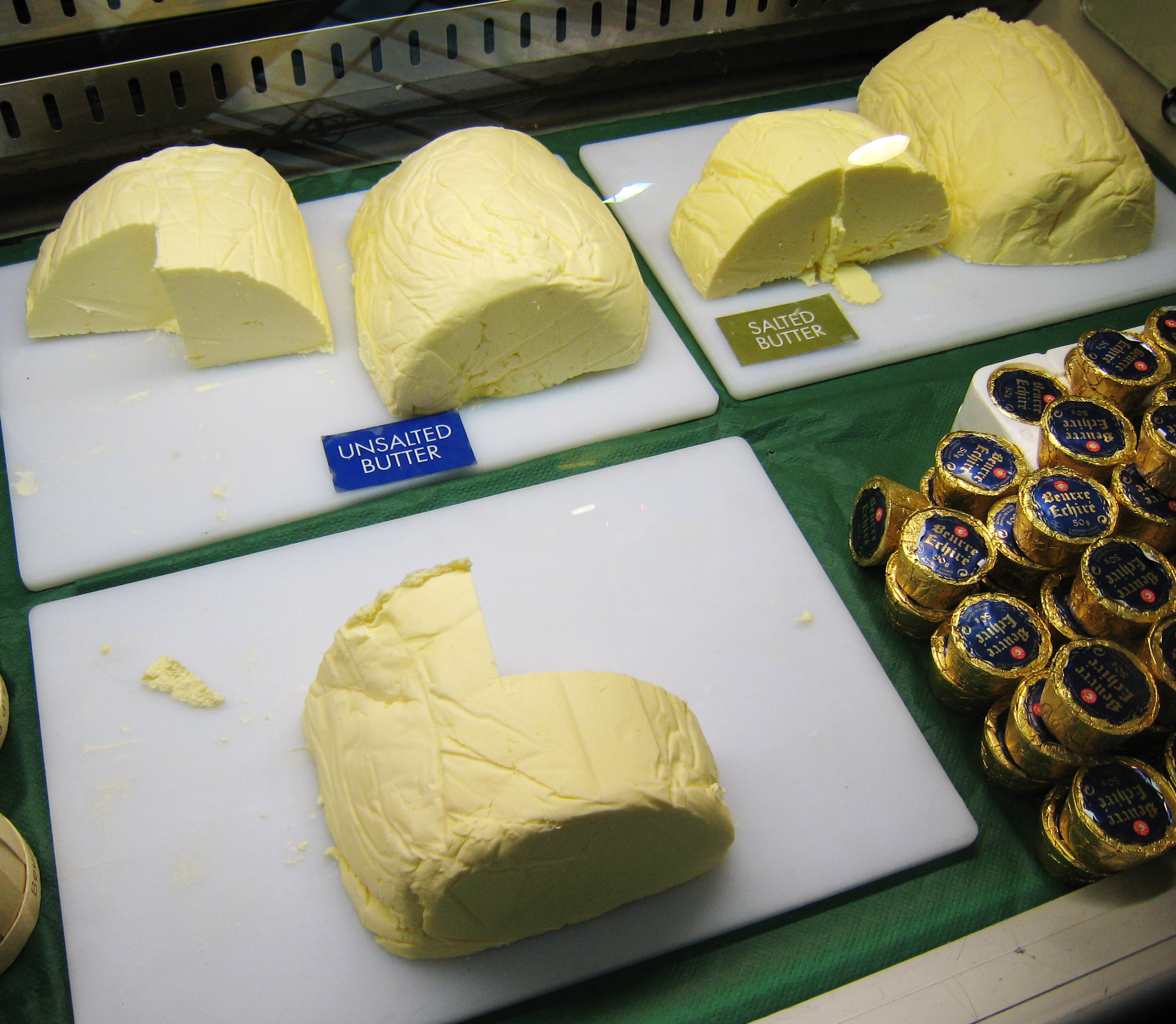
Mantequilla en un mercado de Borough.

La manteca es un producto básico que no se puede obviar en una cocina moderna. La elaboración de la mantequilla es simple pero laboriosa: se agita un contenedor de crema (con un 36-44 % de grasas) hasta que los glóbulos de grasa se rompen y pierden su estructura globular. Existen diversos tipos de mantequillas dependiendo de los procesos de elaboración. En las versiones saladas de la mantequilla se añade sal con el fin de aumentar la vida del producto, al mismo tiempo que se potencia su sabor. Por regla general a la mantequilla «no salada» se le suele denominar dulce. La mayoría de las mantequillas y margarinas se conservan a temperaturas de +5 °C. Otra de las características de la mantequilla es su color: la elaborada en invierno posee un color pálido, mientras que la de verano es más amarilla. Para hacer que la mantequilla de invierno tenga el color más intenso se añade un colorante natural denominado anatto procedente de una planta denominada Bixa orellana. Si bien el color amarillo de la mantequilla proviene del betacaroteno.
La margarina no es un lácteo; no proviene de la leche, sino de los aceites vegetales, aunque se suele incluir en la «sección de lácteos» de los supermercados, así como en muchos estudios teóricos sobre este producto. Esta denominación de margarinas y similares bajo la denominación de «productos grasos para untar» hace que algunas margarinas aparezcan mezcladas con leche como el «Bregott». Estas margarinas mezcladas poseen un 80 % de contenido graso, de los cuales un 70‑80 % consiste en grasa de leche y el resto (20-30 %) grasas vegetales líquidas. La forma de manufactura es muy similar a la realizada con la mantequilla. En Suecia se comercializa una margarina denominada Lätt & Lagom que posee bajos contenidos grasos (igualmente mezclados con grasas lácteas). Algunas margarinas modernas se elaboran mediante un proceso industrial denominado TetraBlend. Existen derivados (o productos adulterados) similares a las mantequillas y margarinas como pueden ser las oleomargarinas, que poseen una cantidad de glicéridos (trioleína) procedentes de grasa animal similares que la de sus substitutos. En países como Venezuela se tiene la costumbre de llamar impropiamente «mantequilla» a la margarina.
La mantequilla clarificada es un subproducto de la mantequilla elaborado tras fundirla a temperaturas moderadas (entre los 40 y 60 °C), para que tras un tiempo de reposo se llegue a separar por decantación la fase acuosa de la grasa. Este tipo de mantequillas se emplea en la cocina india donde se denomina ghee y en la cocina marroquí, el smen. Se caracterizan por poseer un fuerte aroma que se propaga por los platos confiriéndole un sabor característico. Su uso en la cocina como «grasa de fritura» es muy habitual, ya que aguanta mejor que la mantequilla normal a altas temperaturas (posee un mayor punto de humeo).
El suero de mantequilla (denominado buttermilk en inglés, literalmente ‘leche de mantequilla’) es la parte acuosa sobrante de la elaboración de la mantequilla. Difiere ligeramente en composición de la leche cruda, conteniendo grandes cantidades de ácido láctico y agua. El sabor característico del suero de mantequilla procede principalmente del ácido láctico presente en él.

#### Postres helados

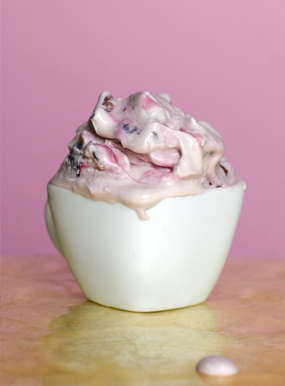
Helado (mantecado).

El helado (mantecado) es otro producto lácteo que destaca alguna de las propiedades de la crema de leche, solo que la baja temperatura a la que se sirve el helado hace que algunas propiedades como la «cremosidad» queden enmascaradas dentro del estado sólido del helado. Su aparición data del siglo XVII, cuando se elaboraba a partir de zumos de frutas. Desde que en el año 1913 se inventó en EE. UU. la primera máquina continua para elaborar helados, el helado se convirtió en un alimento muy popular. Desde el punto de vista analítico un helado es un potencial portador de bacterias patógenas que debe ser vigilado en extremo por la industria heladera. A pesar de que las relativas bajas temperaturas no hacen crecer las poblaciones bacterianas, sin embargo sí permiten el transporte de las mismas al estómago de los posibles consumidores, causando posibles contaminaciones alimentarias en la población si la cadena de producción de helados no es vigilada y manipulada convenientemente.
Desde el punto de vista de los productos lácteos, se considera no solo a los helados sino que también a cualquier postre helado que contenga un porcentaje elevado (por encima de un 40 %) de otros lácteos. Dentro de esta categoría se encuentra incluso el yogur helado. Técnicamente un helado es una espuma congelada. Un ejemplo de postre congelado es el yogur (denominado también Froyo como una abreviatura de Frozen yogurt, ‘Yogur helado’) servido por regla general como una alternativa de menor contenido calórico que los helados. De igual forma se tiene la leche helada y las cremas heladas (frozen custard en inglés) o el gelato italiano. En algunas ocasiones el sorbete se considera un lácteo (posee un contenido cercano al 2 % de leche).

#### Otros lácteos no fermentados
Se comercializan diversos productos derivados de extractos de caseína empleados para la elaboración de productos derivados de los lácteos. La proteína del suero de leche en un polvo soluble en agua que procede de los restos de la industria del queso. Suele comercializarse como suplemento para musculación y nutrición deportiva.

### Lácteos con fermentación
Una de las propiedades de la leche es que invita a la propia preservación: la propia leche tiene unos cultivos lácticos que permiten convertir sus azúcares en ácidos, permitiendo de esta forma que la leche pueda preservarse durante períodos mayores. Este proceso hace que las propiedades de la leche cambien sustancialmente dando lugar a una nueva gama de productos: productos fermentados de la leche gracias a la acción de las bacterias de la familia Lactobacillales (bacterias del ácido láctico). Algunas poblaciones como los escandinavos poseen una gran tradición en el uso de productos lácteos fermentados. Por regla general se producen en la leche tres tipos de fermentaciones: la primera es una fermentación láctica, donde mediante las bacterias lácticas se consumen los azúcares de la leche; la segunda ataca los albuminoides de la leche y la tercera se denomina fermentación butírica y ataca a las grasas.
Las leches fermentadas poseen un grado de fermentación medio y pueden dividirse en dos categorías: yogures y cremas de mantequilla, donde se incluyen las cremas agrias (como el Crème fraiche o el Smetana, muy popular en las cocinas eslavas). Se han demostrado numerosos efectos positivos sobre la flora intestinal del consumo de las leches fermentadas. En algunos casos las bacterias empleadas en la fermentación de la leche corresponden a los mesófilos denominados: Lactococcus lactis subsp. lactis/cremoris/diacetilactis y la Leuconoctoc cremoris, que trabajan a temperaturas dentro del rango de los 20-30 °C durante períodos entre las dieciséis y veinte horas. Todos los productos lácteos contienen bacterias lácticas vivas, a menos que se haya procedido a su pasteurización tras la fermentación.

#### Yogur

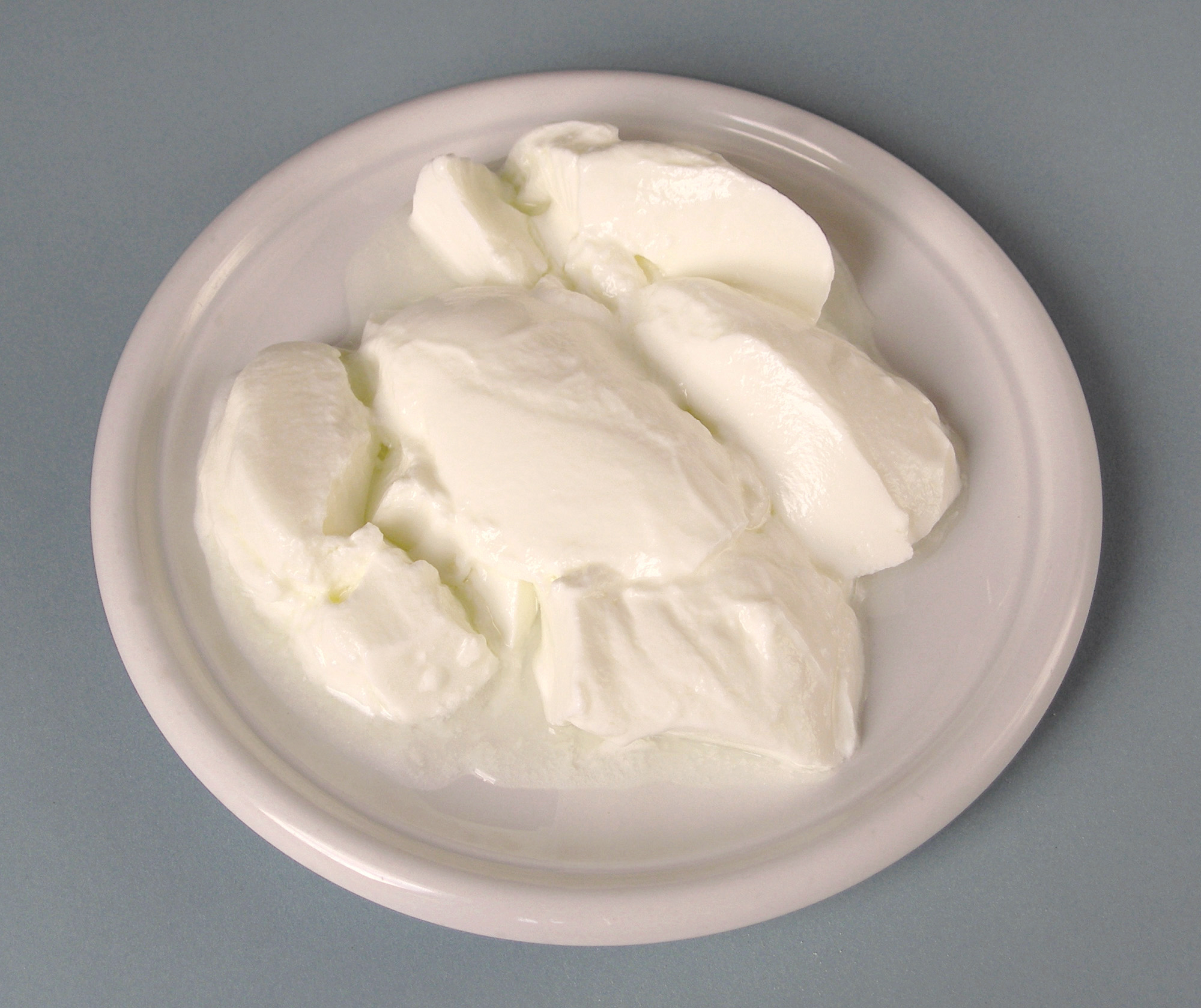
Yogur extendido en un plato.

Yoğurt es el término turco para la «leche» que ha sido fermentada hasta lograr una forma final de masa semilíquida. El yogur permaneció desconocido en gran parte de Europa hasta que el premio Nobel concedido al inmunólogo Ilya Metchnikov (profesor del Instituto Pasteur de París que obtuvo el Premio Nobel de Fisiología y Medicina en 1908) conectó la longevidad de algunas etnias en países tales como Bulgaria, Rusia o Francia con el consumo de este lácteo. El empleo del yogur está muy extendido en algunas gastronomías del Mediterráneo Oriental, donde se emplea como ingrediente principal de algunos platos y bebidas muy populares (ayran). En la India se consume el Lassi, que es una especie de yogur que se toma bebido. Una leyenda europea menciona que el yogur (y el kéfir) nace en las laderas septentrionales del monte Elbrus en el Cáucaso.
Desde los años 50 el consumo de yogures con sabores a frutas ha ido creciendo sin parar. Todos los yogures poseen como característica común haber sido fermentados a partir de la leche con las bacterias acidófilas tales como el Streptococcus thermophilus y el Lactobacillus delbrueckii subsp. bulgaricus, todos ellos presentes en la leche. La fermentación se lleva a cabo a temperaturas entre los 30 °C y 43 °C durante un intervalo de tiempo que va desde las 2.5 a las 20 horas. La selección del cultivo define el tiempo de fermentación y la estructura y sabor finales del producto. Las preparaciones de frutas se añaden al yogur (en una proporción de 15 % de su peso) tras la fermentación y justo antes de su empaquetado.

#### Queso

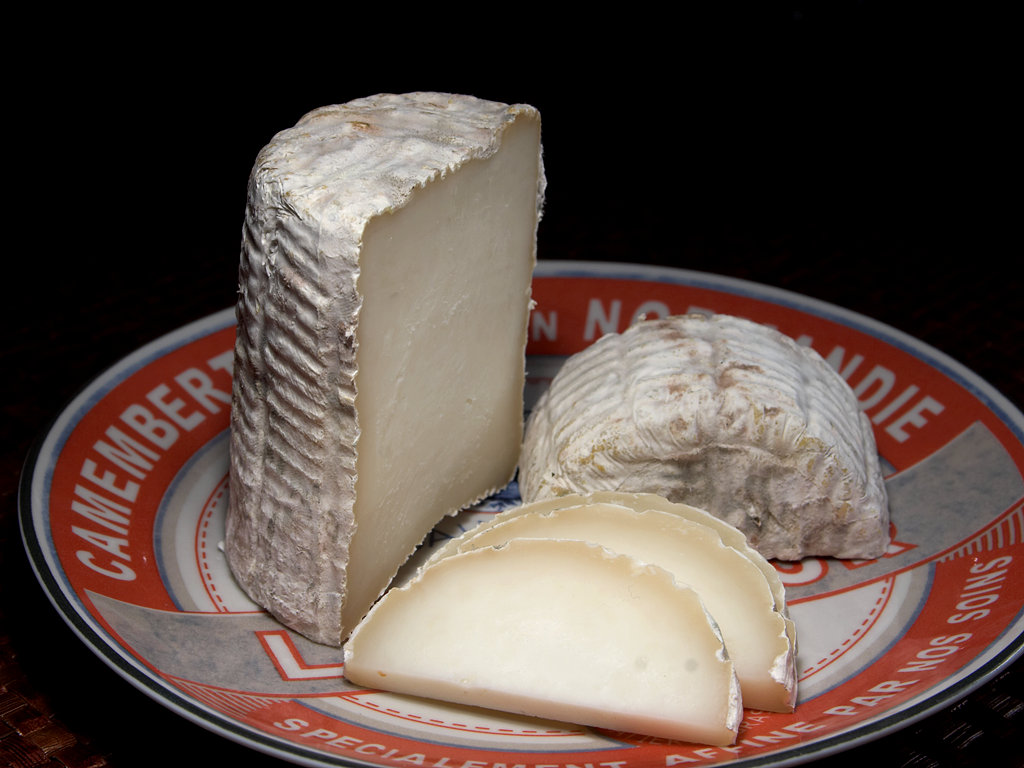
Queso.

El queso es un alimento sólido elaborado a partir de la leche fermentada y cuajada de vaca, cabra, oveja, búfalo, camella u otros mamíferos. Es quizás el lácteo más antiguo en la historia del consumo humano. La leche es inducida a cuajarse usando una combinación de cuajo (o algún sustituto) y acidificación. El queso se compone de un 35‑55 % de agua en la que hay disueltas un 10‑40 % de proteínas y 4‑5 % de sales. Las bacterias se encargan de acidificar la leche, jugando también un papel importante en la definición de la textura y el sabor de la mayoría de los quesos. Algunos también contienen mohos, tanto en la superficie exterior como en el interior. El queso es un sólido que aporta principalmente proteínas (caseína). Las concentraciones proteicas en el queso pueden llegar a ser diez veces superiores a las de la leche cruda. El procesado artificial del queso puede llegar a la producción de lo que se denomina queso procesado (muy popular en Estados Unidos). En las cocinas de Oriente Medio se emplean a veces mezclas de queso y yogur en la elaboración de sándwiches y tostadas: el Labneh.
Algunas variantes de quesos frescos empleados como alimento lácteo para untar son:
- Queso cottage - Se denomina así al queso no madurado, bien sea escaldado o no, de alta humedad en su interior, que posee textura blanda o suave, algo granular o cremosa, preparado con leche descremada coagulada con enzimas y/o por cultivos lácticos. Un ejemplo es la ricota de origen italiano.
- Queso crema - es un queso joven y blando que se prepara al unir el cuajo seco del requesón con una mezcla cremosa de leche. A diferencia del queso cottage es ligeramente dulce. El cuajo seco de requesón tiene un contenido de materia grasa inferior al 0.5 %. Sin embargo, el requesón deberá tener un contenido graso no menor del 4 %. Un ejemplo de este tipo de queso es el quark empleado en la cocina alemana.

#### Otros fermentos lácteos
Dependiendo del cultivo de bacterias empleado en la fermentación láctica se pueden obtener diferentes productos lácteos, algunos de los más populares en las gastronomías de los Balcanes son el kumis y el kéfir que emplean diversos cultivos de bacterias: Lactococcus, Leuconostoc, Lactobacillus, el acetobacter y las levaduras que les proporcionan sabores y aromas característicos. El kéfir es técnicamente una bebida espumosa efervescente que por regla general se elabora a partir de leche entera tratada térmicamente a temperatura de 95 °C. Posee en su cuerpo gránulos gelatinosos de 2–15 mm de diámetro que están compuestos por una mezcla de microorganismos agrupados. En Suecia uno de los productos lácteos más populares es el filmjölk, elaborado con cultivos mesófilos de la Lactococcus lactis y Leuconostoc mesenteroides. Algunos productos lácteos emplean leche de animales como el caballo, por ejemplo, la cocina mongola, en la que fermentan la leche de caballo en una bebida que recibe el nombre de airag.
En Venezuela es común el consumo de un derivado lácteo fermentado y acidificado similar al yogur pero adicionado de sal que se conoce con el nombre de suero de leche o suero (no confundir con el verdadero suero de leche).
Algunos alimentos probióticos (denominados también «lácteos probióticos») se empiezan a considerar lácteos debido a que se generan con leche fermentada con géneros de Lactobacillus y Bifidobacterium. Algunos de estos géneros crecen bien en la leche; otros deben ser estimulados en entornos de monosacárido. Algunas de estas bebidas probióticas son muy populares, tal y como el Yakult en Japón o el actimel. Ambas emplean en su fermentación cultivos de Lactobacillus casei. En algunos países nórdicos es posible ver en los supermercados mezclas de lácteos fermentados con zumos de frutas en su interior. Algunos lácteos como el matzoon se emplean en Armenia y son una mezcla de leche fermentada enriquecida con nata, el labán egipcio y el dadhi de la India.
Los alimentos prebióticos (favorecen el crecimiento o actividad de la flora intestinal en el colon) y los simbióticos (mezcla de los probióticos y de los prebióticos) se consideran alimentos lácteos. Los prebióticos introducen cultivos exógenos en el organismo y rara vez son digeridos en el tracto superior del intestino, debido en parte a la ausencia de enzimas capaces de romper los enlaces de hidrógeno de los monosacáridos y por esta forma actúan como fibras digestivas que se digieren en el colon.

## Posturas sociales
Los lácteos han suscitado polémicas sociales derivadas de las propiedades de la leche y, de esta forma, hay grupos sociales que evitan su consumo por motivos éticos como pueden ser algunos tipos de vegetarianos, en especial los ovovegetarianos (que no comen carnes o productos lácteos, pero sí huevos) o los veganos (del inglés vegan), que se nutren exclusivamente de alimentos de origen vegetal (rechazando por tanto el consumo de huevos, lácteos y miel).
| Nombre de la dieta     | Consumo de lácteos |
| ---------------------- | ------------------ |
| Ovolactovegetarianismo | Sí                 |
| Lactovegetarianismo    | Sí                 |
| Ovovegetarianismo      | No                 |
| Veganismo              | No                 |

Otros grupos sociales evitan la ingesta de algunos productos lácteos debido principalmente a imperativos o preceptos religiosos. De esta forma se pueden encontrar entre los musulmanes practicantes ciertos productos lácteos permitidos (halal). La leche está aconsejada en el Corán (azora XVI, aleya 66); también se permiten los quesos (siempre que se haya empleado las enzimas adecuadas en su elaboración), y yogures y cremas (siempre que se hayan incorporado aditivos alimentarios halal). En el judaísmo se establece igualmente una distinción entre qué productos lácteos se deben o no consumir y se describe su consumo apropiado la Torá. A veces se dan prescripciones culinarias exactas («la carne de un cabrito no debe ser cocida en la leche de su madre» Éxodo; Éxodo; Deuteronomio 14:21). Las normas que seleccionan la idoneidad del producto lácteo se circunscriben al cashrut y a veces llegan a ser muy estrictas, como el proceso denominado chaslav Yisrael, practicado en Israel.
Otros grupos sociales abandonan el consumo de productos lácteos por temas de sensibilidad hacia los animales lactantes, mostrando con estas acciones su repulsa ante los sistemas de ordeño automático y a la inclusión de antibióticos para evitar la infección de las mamas durante dicho proceso. Otros grupos evitan su consumo por una conciencia hacia los temas medioambientales que puede suscitar la industria láctea y algunos de los sectores económicos anexos: la ganadería industrial produce muchos residuos medioambientales. Otros grupos rechazan su consumo por temas de salud pública o por la preocupación social derivada de sus posibles efectos sobre la salud (cáncer, efectos de intolerancia, alergias, etc).

## Cuestiones sobre la salud

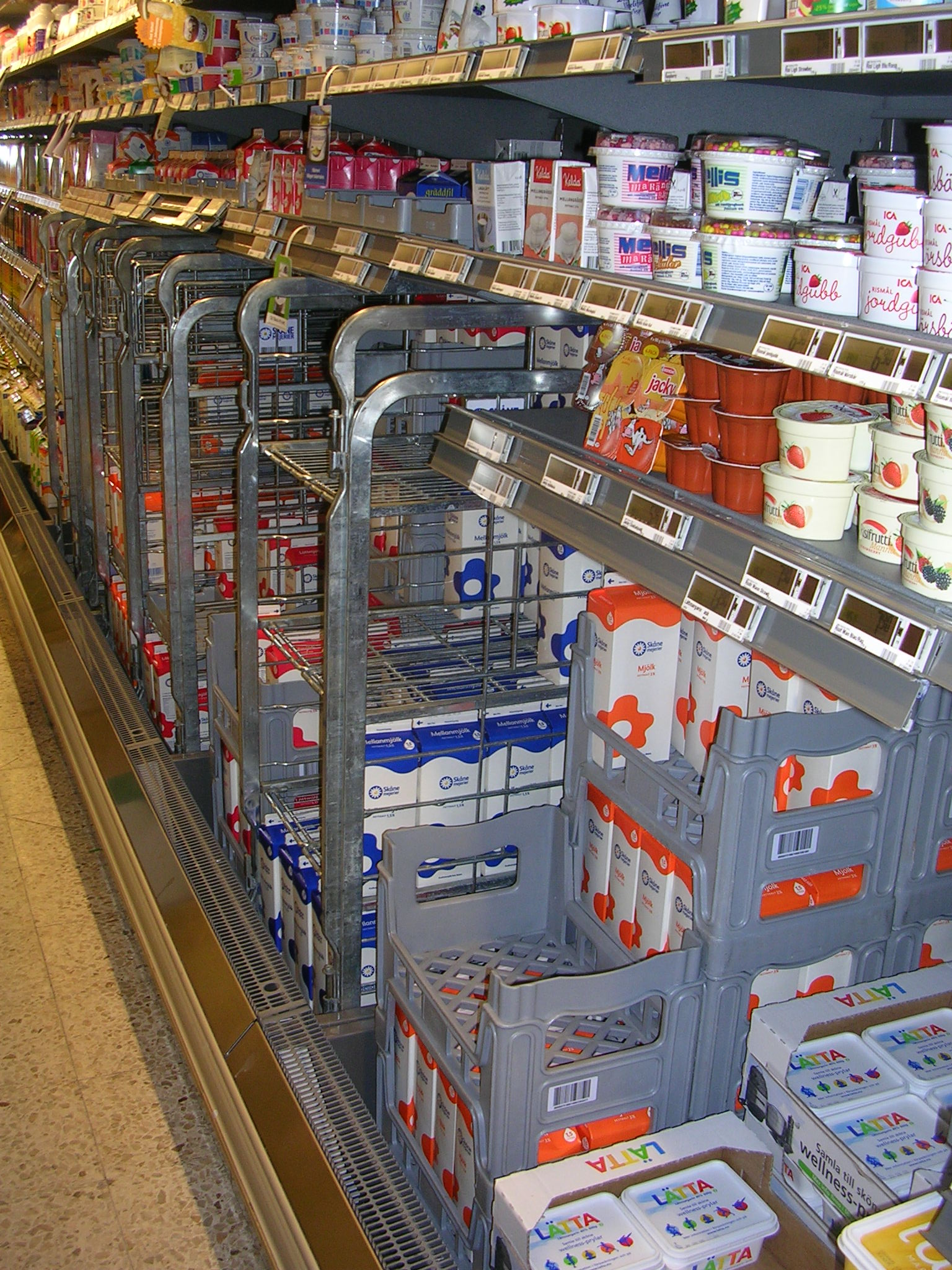
Oferta de lácteos en un supermercado de occidente.

### Nutrición
Desde el punto de vista nutricional los productos lácteos se caracterizan en regla general por la gran cantidad de calcio mineral que pueden aportar al organismo, proteínas de alta calidad, vitaminas A y D. El hecho de que el calcio esté unido a la proteína caseína y el contenido en vitamina D, pudiera hacer que este calcio sea más biodisponible (véase: metabolismo del calcio). Sin embargo, muchos científicos siguen investigando el papel de los lácteos en la prevención de la osteoporosis y hoy en día está discutida su faceta beneficiosa. Recientemente se ha sabido que las proteínas, sobre todo las de origen animal, producen pérdida de calcio debido al ácido úrico que se genera como residuo del metabolismo del nitrógeno presente en sus aminoácidos. Es por eso que muchos especialistas hacen hincapié en no confiarse sobremanera en la ingesta de lácteos como prevención de la osteoporosis, sino más bien en la manera de impedir la pérdida de calcio, llevando una dieta adecuada acompañada de ejercicio. T. Colin Campbell, afirma sobre la relación que existe entre una dieta rica en lácteos y el aumento de la osteoporosis lo siguiente:

...esta bonanza del calcio no está justificada. Un trabajo realizado en diez países demostró que un consumo superior de calcio estaba asociado con un riesgo superior (no inferior) de fracturas óseas... Teniendo en cuenta estos hallazgos, parece perfectamente razonable que las proteínas de origen animal, e incluso el calcio, puedan aumentar el riesgo de osteoporosis cuando se consumen en cantidades excesivas. Desafortunadamente, los productos lácteos son los únicos alimentos ricos en ambos nutrientes.
T. Colin Campbell, El estudio de China.

El 98 % del calcio que existe en el cuerpo humano se almacena en los huesos. La deficiencia de este nutriente hace que la densidad de los huesos disminuya degenerando en una osteoporosis. El consumo de lácteos como fuente de calcio puede servir para prevenir enfermedades cuyos efectos son una deficiencia de calcio, aunque la absorción de calcio en una dieta es de trescientos miligramos al día, ya que el resto se excreta y es abandonado por el cuerpo, a pesar de ser recomendada una dosis diaria de unos ochocientos miligramos (aproximadamente dos vasos de leche diarios). Los productos lácteos son igualmente fuentes de potasio. Se ha podido comprobar en algunos estudios que el consumo de proteínas de la leche (caseína) puede reducir la hipertensión arterial así como un fortalecimiento de las paredes del intestino delgado, lo que redunda en una mejora de la salud.
Entre los aportes de los lácteos a la nutrición se encuentra el contenido de colesterol exógeno que aportan al organismo al ser consumidos. Los lácteos se tratan de un producto de origen animal y por lo tanto son una fuente de colesterol. Su consumo elevado durante largos períodos se ha demostrado que sube los índices de colesterol en sangre.

### Intolerancias
Los lácteos producen en algunas partes de la sociedad alergias e intolerancias como la intolerancia a la lactosa (deficiencia de una enzima denominada: lactasa). Por esta razón se establecen dietas especiales para cubrir estas ausencias de productos derivados de la leche: generalmente se reemplazan con tofu o derivados de legumbres (empleados debido a su contenido en calcio en un intento de equilibrar la ausencia de este elemento al eliminar de la dieta los lácteos). En algunos casos la deficiencia de lactasa puede ser aminorada por el consumo de lácteos debido a su existencia en este tipo de productos (se suele añadir antes de la fermentación). Otro caso de enfermedad es la galactosemia, que se trata de una enfermedad genética que genera una deficiencia enzimática con incapacidad de utilizar el azúcar simple galactosa, lo cual provoca una acumulación de ésta dentro del organismo, produciendo lesiones en el hígado y el sistema nervioso central. Esta patología requiere de una dieta en la que se eliminen la leche y los productos lácteos. Algunos segmentos de la población muestran intolerancias a algunos componentes existentes en diversas concentraciones en los productos lácteos. Este problema se evita con la salida al mercado de productos con propiedades hipoalergénicas.

### Enfermedades
Las autoridades encargadas de la seguridad alimentaria, así como la sociedad, se preocupan ya desde mediados del siglo XIX en todas las posibles enfermedades transmitidas por la leche y sus derivados. Los avances en la pasteurización han facilitado la labor de control por parte de las autoridades. Se hace especial hincapié en evitar posibles envenenamientos por Staphylococcus, salmonelosis, fiebre tifoidea, fiebre escarlata, brucelosis. Ya en el siglo XXI se hace especial vigilancia en contaminaciones mediante Escherichia coli O157:H7 (provoca en los humanos fuertes diarreas), así como contaminación por campilobacteriosis. Existen, no obstante, otros efectos fisiológicos inducidos por el consumo de productos lácteos y que se pueden traducir, por ejemplo, en el agravamiento de los enfermos de asma ya que éstos poseen ligeros efectos broncoconstrictores. En algunos casos se ha dado la posibilidad de contagio mediante fiebre de malta transmitida por la leche y los lácteos procedentes de las cabras y otros mamíferos.
No todos los productos lácteos son igualmente susceptibles de producir intoxicaciones alimentarias; por ejemplo, la mantequilla posee un bajo riesgo, mientras que los yogures o los helados poseen un alto grado de riesgo de contaminación. Se ha demostrado la posibilidad de transmisión a humanos de la fiebre aftosa mediante los productos lácteos. Gran parte de la contaminación microbacteriana se produce durante el procesado de los lácteos tras la pasteurización y algunos sectores de la industria láctea han establecido diversos puntos de chequeo en los que se realizan rigurosos controles bacterianos (uno de los métodos más conocidos es el: Hazard Analysis Critical Control Points -HACCP).

### Dietas
Existen diversas personas que por razones sociales o conciencia ante los alimentos que ingiere decide voluntariamente no consumir lácteos vegetarianos y veganos que desean mantener bajos los niveles de colesterol. De igual forma los Pitagóricos en la antigüedad fueron lacto-vegetarianos y en la India los seguidores de algunas religiones como el Sikhismo tratan de evitar el consumo de los lácteos, siendo para ellos un alimento tabú.

## Conservación y manipulación
Los productos lácteos poseen diferentes grados, capacidades y necesidades de conservación. La capacidad de conservación afecta por igual en el caso de los lácteos a la calidad y seguridad de los mismos. Se puede decir que, con la excepción del queso y de las leches en polvo, diseñadas para ser almacenadas durante largos períodos, casi todos ellos son productos alimenticios perecederos que deben ser conservados rigurosamente en frío. Por regla general los métodos de conservación empleados en la industria láctea se centran en la pasteurización (control bacteriano mediante HTST), el control de la temperatura (control de los procesos enzimáticos mediante la vigilancia de la cadena del frío) y en el diseño de envases (control físico que garantice la atmósfera interior y su hermeticidad). Algunos avances en la conservación de productos lácteos conllevan el envasado en atmósferas de CO2, que se ha demostrado muy eficiente en algunos casos. Las leches, cremas, yogures y helados se ofrecen debido a estas razones en conservas convenientemente envasadas y se encuentran en las zonas refrigeradas de los supermercados y tiendas de conveniencia.
Algunos lácteos deben mantener la cadena del frío en todo momento hasta el momento de su consumo. Es por esta razón por la que conviene poner los lácteos en la parte central del refrigerador doméstico y vigilar las temperaturas a las que se almacenan, comprobando las fechas de caducidad de los productos antes de su consumo. La temperatura es específica de los productos lácteos, por ejemplo la mayoría de las mantequillas y margarinas se conservan bien a temperaturas de +5 °C.

## Lácteos en la cocina

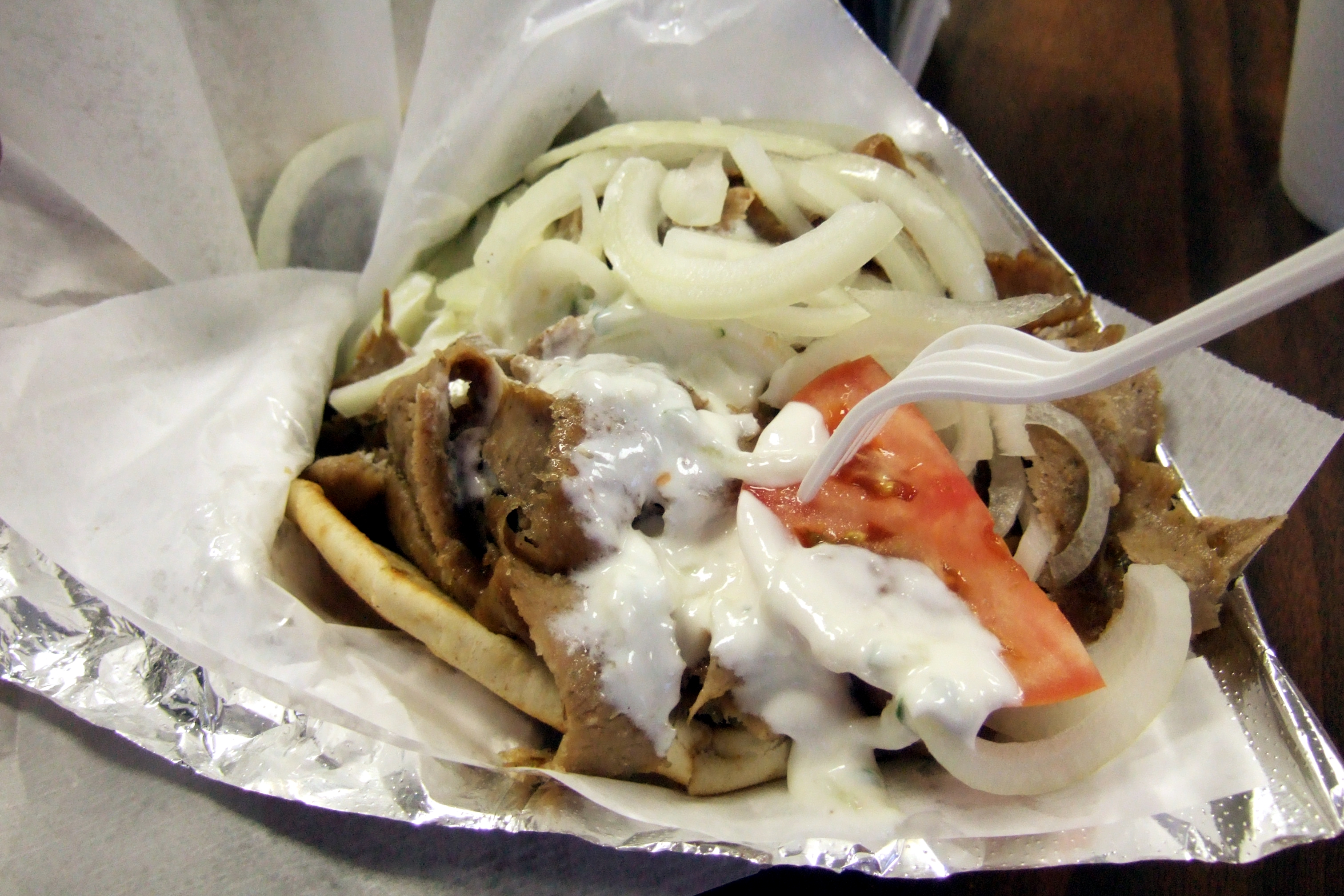
Un gyros con salsa tzatziki elaborada a base de yogur.

Muchas de las gastronomías del mundo emplean los lácteos bien sea como ingrediente o como acompañamiento de platos principales. Se emplean en la elaboración de algunas preparaciones como:
- Salsas y salsas para mojar – el tzatziki elaborado con yogur griego, la salsa holandesa, la salsa de nueces, etc. La mantequilla participa como ingrediente de numerosas recetas de salsas francesas. La bechamel es otro claro ejemplo. En Italia es muy popular la salsa de cuatro quesos para pastas o para polenta.
- Como ingrediente de aliños de ensaladas y de diversos platos. El yogur (mezclado con una vinagreta) se emplea en el aliño de ensaladas; el queso Parmigiano-Reggiano en finas 'escamas' acompaña a los carpaccios de carne y a algunos platos de pasta italianos.
- Elaboración de diversos aperitivos.
- Como ingredientes de dulces y postres diversos. Uno de los más conocidos es el helado, pero participan en numerosas cremas elaboradas en repostería.
- En algunas gastronomías como en Tíbet se toma té con mantequilla de leche de yak, se trata de un té de sabor salado, en la cocina pakistaní se elabora también el té combinado con diversos productos lácteos.

En las cocinas occidentales forma parte de algunos desayunos: como pueda ser muesli, yogur con frutos secos, etc. Algunas de las cocinas asiáticas lo emplean en sus preparaciones culinarias, tal y como puede verse en algunos platos elaborados en la cocina india y turca. En algunos países del este de Europa (Polonia) existían durante el periodo soviético unos bares especiales en los que servían productos lácteos. La popularidad de estos productos es mayor en las regiones frías del norte de Europa: en Islandia es bebida nacional el skyr, que es una bebida (empleada a veces como salsa) con un contenido graso muy bajo.

## Comercio mundial de los lácteos
El comercio internacional de los derivados de la leche ha sufrido un rápido incremento desde mediados del siglo XX debido a las mejoras en el transporte y en la capacidad de conservación y mantenimiento de la cadena del frío. Parece ser que Asia a comienzos del siglo XXI es la región que consume más productos lácteos. Además es también el área que más productos lácteos importa debido a que sus compras superan la mitad de las importaciones mundiales. Esta tendencia en el mercado de lácteos es nueva y se ha invertido con respecto a lo que fue en el siglo XX, donde el volumen de producción estaba liderada principalmente por Estados Unidos y la Unión Europea. No obstante la evolución del mercado de lácteos es diferente dependiendo del tipo de lácteos, pues la demanda de la mantequilla no es pareja con la del queso y a veces sufren desviaciones en los mercados.
Los mercados de lácteos se han especializado en diferentes productos procesados a partir de la leche y se distinguen unos de otros mediante las siglas correspondientes en inglés. De esta forma se tiene la leche descremada en polvo (del inglés: nonfat dry milk que se abrevia en los mercados como NDM), la leche en polvo (del inglés: whole milk powder que se abrevia en los mercados como WMP) y el queso. Los mercados poseen diferentes características de producción y demanda dependiendo del lácteo. Así, a comienzos del siglo XXI los mercados más grandes de queso son Japón y Rusia, mientras que la leche descremada en polvo es más popular en Nueva Zelanda y Estados Unidos; siendo el queso el lácteo típico en Europa debido a su fuerte demanda.

## Tendencias futuras
Los lácteos poseen un fuerte crecimiento en su consumo desde mediados del siglo XX. Es cierto que las tendencias futuras van en la línea de la elaboración de lácteos con añadidos dietéticos, lo que se denomina alimento funcional. Una de las variantes más recientes es la adición de omega-3 y estanoles (benecol para la reducción mediante el bloqueo en la absorción del colesterol en aquellas personas que los ingieren). El empleo de lácteos fortificados con vitamina D para que sea posible mejorar la absorción del calcio que debe ir a los huesos empieza a ser una realidad. Muchas investigaciones se realizan sobre la línea de producción, aumentando la calidad del producto de base: la leche.
Se está investigando con vistas a comercializar productos lácteos con muy poco contenido en colesterol. En esta línea, se están intentando soluciones para reducir el contenido de colesterol, más allá de fortificar los productos lácteos con ácido linoleico. Otros productos fermentados con texturas similares a los lácteos que se están investigando son los yogures de soja; este tipo de producto evita algunas de las características de los lácteos.